# 戈羅德諾湖 (洛克尼亞區)
56°38′53″N 29°53′18″E / 56.64806°N 29.88833°E
戈羅德諾湖（俄语：Городно），是俄羅斯的湖泊，位於該國西北部，由普斯科夫州負責管轄，處於洛克尼亞區，面積1.1平方公里，集水區面積2.6平方公里，平均水深6.9米，最大水深12.5米。